# 192-я горнострелковая дивизия
192-я горнострелковая дивизия (192-я гсд) — воинское соединение РККА, принимавшее участие в Великой Отечественной войне.

## История
В 1940 году дислоцировалась на Западной Украине. 24 июня 1940 года дивизию выдвинули к советско-румынской границе в район с. Долгополье, и она приняла участие в присоединении Северной Буковины и Бессарабии в составе Южного фронта.
На начало Великой Отечественной войны 192-я горнострелковая дивизия входила в состав 13-го стрелкового корпуса 12-й армии, которая прикрывала советско-венгерскую границу. 22 июня 1941 года в 7:30 она подверглась в районе Турки бомбардировке, в результате чего было убито 2, ранено 15 человек. К 18 часам передовые отряды 13-го стрелкового корпуса вышли в оборонительный район. Противник довольно продолжительное время не проявлял активности на участке 12-й армии. 27 июня 13-й ск начал отходить на новый рубеж: Дрогобыч — Борислав — Тухля — Славска.
5 июля 12-я армия (192, 44-я и 58-я горнострелковые дивизии) для тесного взаимодействия с частями 26-й армии и правым флангом Южного фронта начала отход с рубежа Гржымалов — Чортков на р. Збруч. К этому времени части армии уже были измотаны непрерывными переходами. На 5 июля потери дивизии в боях составили 400 человек убитыми, было потеряно 7 орудий и 4 миномёта.
6 июля 618-й горнострелковый полк 192-й горнострелковой дивизии вёл бой в лесу южнее Копачинцев, а 427-й и 753-й горнострелковые полки дивизии совместно с 283-м корпусным артиллерийским полком в ночь с 6 на 7 июля отражали в районе Сатанова, Иванковцев и Гусятина атаки прорвавшихся подвижных частей противника силою до батальона.
11 июля 13-й ск занял для обороны полосу укреплённого района на фронте Летичев — Бар — Обухово. 427-й гсп 192-й гсд оборонял участок Летичев — Черешенка, 618-й гсп — участок Нижнее — Шеинцы, 676-й гсп — участок Шеинцы — Гармаки, 753-й гсп сосредоточился в районе Козачков. По состоянию на 15 июля численность дивизии составляла 10 715 человек, у неё имелось 4274 лошади, 72 орудия и 155 автомашин.
15 числа противник прорвал фронт на участке 13 ск и к исходу дня вышел на рубеж северная окраина Летичева — Варенка — Козачки — Кельня — Волковинцы — Галузинцы. 16 июля 192-я горнострелковая дивизия вела бой на фронте Летичев — Макаров. Утром 19 июля 12-я армия начала отход на промежуточный рубеж Калиновка — Винница — Красное, и к 22 июля 192-я горнострелковая дивизия вышла к северо-восточной окраине Оратова, где получила приказ вместе со 72 гсд овладеть рубежом Литвиновка — Александровка.
В ночь на 23 июля 192-я горнострелковая дивизия, 187-й и 133-й сп 72-й гсд начали наступление в направлении Лукашевки, вступив в бой с мотомехчастями противника районе Балабановки и Сабатовки. Днём дивизия вышла на рубеж на рубеж Юшковцы — Рожична.
25 июля 192-я горнострелковая дивизия у Княже-Креници и Божатарни подверглась сильному миномётному огню и своим левым флангом отошла к п. Будиницы, при этом пропал без вести начальник Оперативного отдела, был ранен помощник начальника Оперативного отдела, а начальник 2-го отдела убит. На этот момент в 427-м гсп дивизии имелось в наличии лишь 124 человека рядового и 21 человек начальствующего состава, в результате чего они были влиты в 676-й гсп.
28 июля 8-й ск, в который теперь вошла дивизия, сосредоточился в районе Цибермановки, Берестовца и Краснополки. 1 августа 8-й ск после тридцатикилометрового марша вышел на рубеж Тальянки — х. Дубки и перешёл в наступление в направлении Майданецкое — Корсунка.
2 августа группа Клейста соединились с 17-й армией, в результате чего 6-я и 12-я армии оказались в окружении. В боевом донесении Военному совету Южного фронта командующий войсками 12-й армии П.Понеделин от 5 августа сообщал:

Борьба идёт в радиусе трёх километров, в центре Подвысокое, в бою все. 

Противник бьёт тяжёлой артиллерии, миномётов, много авиации, четыре самолёта сбили. Ожидаем атаки танков. Поставлена задача – противника задержать до вечера. Ночью идём на штурм.

Ночная атака, однако, не удалась, и к 8 августа немцы практически подавили сопротивление 6-й и 12-й армий.
Из остатков 192-й гсд в 20-х числах августа в с. Вольное под Днепропетровском был сформирован ударный стрелковый полк, получивший номер 676-го полка дивизии. Полк был придан 15-й стрелковой дивизии.
19 сентября 1941 года 192-я горнострелковая дивизия была расформирована как погибшая.

## Командиры
- Привалов, Пётр Фролович (август 1939 — август 1941), генерал-майор.

## Состав
- 427-й горнострелковый полк
- 618-й горнострелковый полк
- 676-й горнострелковый полк
- 753-й горнострелковый полк
- 298-й артиллерийский полк
- 579-й гаубичный артиллерийский полк
- 176-й батальон ПТР
- 313-й отдельный зенитный артиллерийский дивизион
- 164-й кавалерийский эскадрон
- 200-й сапёрный батальон
- 179-й отдельный батальон связи
- 24-й артиллерийский парковый дивизион
- 153-й медико-санитарный батальон
- 45-й автотранспортный батальон
- 147-й дивизионный ветеринарный лазарет
- 452-я полевая почтовая станция
- 361-я полевая касса Госбанка

## Подчинение
| Дата          | Фронт (округ)      | Армия      | Корпус (группа)        |
| ------------- | ------------------ | ---------- | ---------------------- |
| на 27.06.1940 | Южный фронт        | 12-я армия | 13-й стрелковый корпус |
| с 22.06.1941  | Юго-Западный фронт | 12-я армия | 13-й стрелковый корпус |
| с 25.06.1941  | Южный фронт        | 12-я армия | 8-й стрелковый корпус  |

## Воспоминания
- Иноземцев Н. Н. Фронтовой дневник. — М.: Наука, 2005.